# Polička
Polička (tjekkisk udtale: [ˈpolɪtʃka]; tysk: Politschka) er en by i Svitavy-distriktet i regionen Pardubice i Tjekkiet, med omkring 8.900 indbyggere. Den historiske bymidte er velbevaret og er beskyttet ved lov som en bymæssig monumentzone.
Polička består af bydelene Polička-Město, Dolní Předměstí og Horní Předměstí og landsbyerne Lezník, Modřec og Střítež.

## Etymologi
Polička blev grundlagt i et området med enge og skove kaldet Napolickach, som sandsynligvis betød "på sletterne", og byens navn blev afledt af dette lokale navn.

## Geografi
Polička ligger omkring 14 km  vest for Svitavy og 49 km  sydøst for Pardubice. Den ligger i Svitavy-højlandet. Det højeste punkt er på 650 moh. og ligger på grænsen mellem historiske lande i Bøhmen og Mähren. Bílý-bækken løber gennem byen og forsyner Synský-dammen i centrum af byen.

## Historie
Indtil 1200 var området under administration af det præmonstratensiske kloster i Litomyšl. Polička blev grundlagt i 1265 af kong Ottokar 2. af Bøhmen for at forsvare landets handelsrute fra Mähren til Bøhmen gennem tætte skove. Den 27. september 1265 udstedte Ottokar 2. et dekret, hvori han beordrede lokatoren Conrad af Lewendorf til at tage sig af opbygningen af den nye by.
I de første årtier af dens eksistens blev byen administreret fra Svojanov Slot. I 1307 blev Polička doneret til dronning Elizabeth Richeza af hendes mand kong Rudolf 1. og blev i de næste århundreder en medgiftsby, administreret af bøhmiske dronninger. Under Karl 4.s regeringstid blev byens gader brolagt, stenhuse bygget og byen befæstet.
I 1421 blev Polička taget af Jan Žižka og bagefter plyndret af en af Sigismunds ungarske hære. Efter hussitterkrigene blev tyskerne fordrevet, og Polička blev en ren tjekkisk by.

### 16.–18. århundrede
Polička nød det Jagiellonske dynastis gunst under deres styre. Senere deltog byen aktivt i kampen mod Ferdinand 1. I 1547 efter Ferdinand I kom til magten, blev Polička straffet med at miste sine rettigheder, bøde, og konfiskation af  fast ejendom.
I anden halvdel af det 16. århundrede blomstrede byen, og  man opførte bygninger i renæssancestil, herunder Sankt Michaels kirke. I 1613 blev Polička ødelagt af brand. Kun den sydvestlige del af byen, det gotiske rådhus, kirke, præstegård og skole blev skånet. Polička trivedes heller ikke godt under Trediveårskrigen og blev erobret og plyndret flere gange. Byen affolkedes efterfølgende.
I slutningen af det 17. århundrede kom Polička sig. I det 18. århundrede blomstrede den igen, og der blev foretaget barokke rekonstruktioner over hele byen.

### 19.–20. århundrede
Polička beholdt sit barokke udseende indtil 1845, hvor det blev ramt af en anden brand, som ødelagde de fleste af husene og kirken Sankt James den Store. Branden havde bremset byens udvikling betydeligt, og derfor blev bymurene ikke revet ned og er stadig bevaret. I løbet af anden halvdel af 1800-tallet oplevede byen en betydelig kulturel udvikling. I 1896 blev Polička tilsluttet det nationale jernbanenet. Dette startede den industrielle udvikling af byen.
I første halvdel af 1900-tallet blev der opført en række betydelige bygninger i byen, for eksempel Tylhuset, Sokol Gymnasium eller bygningen af den nuværende gymnasieskole. Indtil 1918 var Polička en del af Østrig-Ungarn, i distriktet af samme navn, og en af de 94 Bezirkshauptmannschaften i Bøhmen. I oktober og november 1938 blev Polička besat af Nazityskland. Mellem 1939 og 1945 tilhørte byen protektoratet Bøhmen og Mähren. Efter 2. verdenskrig mistede byen omkring tusinde indbyggere, som rejste til de forladte områder, hvorfra den oprindelige tyske befolkning blev fordrevet.
[[Fil:|thumb| Rådhus]]

## Galleri
- Mariasøjlen i Polička
- Sankt James den store-kirken i 1910'erne
- Nová gaden
- Statue af John of Nepomuk foran rådhuset i Polička